# David Blaise
Selybi Dávid, (1990–) művésznevén David Blaise mentalista előadóművész. 
A nagykanizsai Cserháti Sándor Műszaki Szakképző Iskolában esztergályosnak tanult. Tizenhét éves korától fejleszti mentalista képességeit.
A David Blaise művésznevet 2009-ben vette fel.
Példaképe Uri Geller, és a mentalista hagyományoknak megfelelően a mutatványit ő is kísérletnek nevezi. Mutatványai közé tartozik a kanalak meghajlítása,  egy meccs eredményének eltalálása előre, a góllövők többségének megnevezése előre, motorozás bekötött szemmel, a rajzoló megfigyelését követően a figurák utánarajzolása, egy előre megadott számhoz vezető számolás.